# Campeonato Brasiliense
Campeonato Brasiliense (znane także jako Campeonato Metropolitano de Brasília lub Campeonato Candango) – ligowe mistrzostwa Dystryktu Federalnego, czyli stolicy Brazylii.

## Format
Pierwsza liga 2006
- Pierwszy etap

Kluby podzielone na dwie grupy po 5 drużyn rozgrywają mecze systemem każdy z każdym mecz i rewanż.
- Drugi etap

Biorą w nim udział 4 kluby - po dwa najlepsze z każdej grupy pierwszego etapu. Elitarna czwórka gra ze sobą każdy z każdym mecz i rewanż, a najlepszy w tabeli zespół zostaje mistrzem stanu.
Najsłabsze 3 drużyny z pierwszego etapu spadają do drugiej ligi.
Tak jak we wszystkich brazylijskich rozgrywkach format ulega częstym zmianom.

## Kluby
Pierwsza liga 2006
- Associação Atlética Luziânia - GO
- Brasiliense Futebol Clube
- Capital Esporte Clube
- Ceilândia Esporte Clube
- CFZ de Brasília Sociedade Esportiva
- Clube de Regatas Guará
- Esporte Clube Dom Pedro II
- Paranoá Esporte Clube
- Sociedade Esportiva do Gama
- Sociedade Esportiva Unaí Itapuã - MG

## Lista mistrzów
- 1959 Brasiliense (N.Bandeirante)
- 1960 Defelê
- 1961 Defelê
- 1962 Defelê
- 1963 Cruzeiro do Sul
- 1964 Guanabara
- 1965 Pederneiras
- 1966 Rabello
- 1967 Rabello
- 1968 Defelê
- 1969 Coenge
- 1970 Brasiliense (N. Bandeirante)
- 1971 Colombo
- 1972 Serviço Gráfico
- 1973 CEUB
- 1974 Pioneira
- 1975 Campineira
- 1976 Brasília
- 1977 Brasília
- 1978 Brasília
- 1979 Gama
- 1980 Brasília
- 1981 Taguatinga
- 1982 Brasília
- 1983 Brasília
- 1984 Brasília
- 1985 Sobradinho
- 1986 Sobradinho
- 1987 Brasília
- 1988 Tiradentes
- 1989 Taguatinga
- 1990 Gama / Taguatinga
- 1991 Taguatinga
- 1992 Taguatinga
- 1993 Taguatinga
- 1994 Gama
- 1995 Gama
- 1996 Guará
- 1997 Gama
- 1998 Gama
- 1999 Gama
- 2000 Gama
- 2001 Gama
- 2002 CFZ de Brasília
- 2003 Gama
- 2004 Brasiliense
- 2005 Brasiliense
- 2006 Brasiliense
- 2007 Brasiliense
- 2008 Brasiliense
- 2009 Brasiliense
- 2010 Ceilândia
- 2011 Brasiliense
- 2012 Ceilândia
- 2013 Brasiliense

### Kluby według tytułów
- 10 - Gama
- 8 - Brasília, Brasiliense
- 5 - Taguatinga
- 4 - Defelê
- 2 - Brasiliense (N. Bandeirante), Rabelo, Sobradinho, Ceilândia
- 1 - CFZ de Brasília, Guará, Tiradentes, Campineira, Pioneira, CEUB, Serviço Gráfico, Colombo, Coenge, Guanabara, Cruzeiro